# 香港忠靈塔

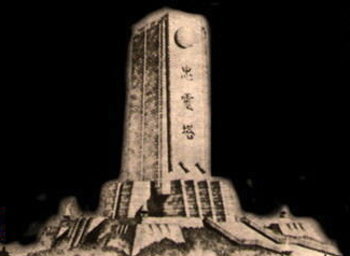
忠靈塔構想圖

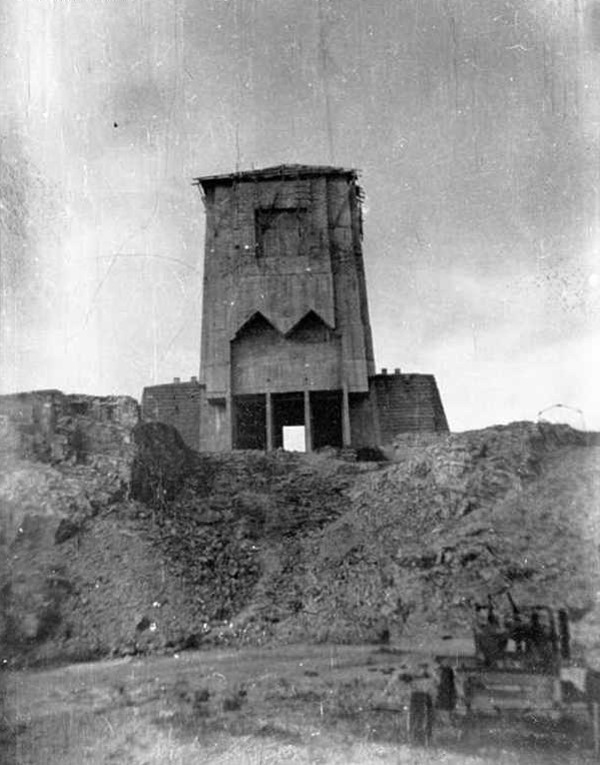
1945年興建中的忠靈塔

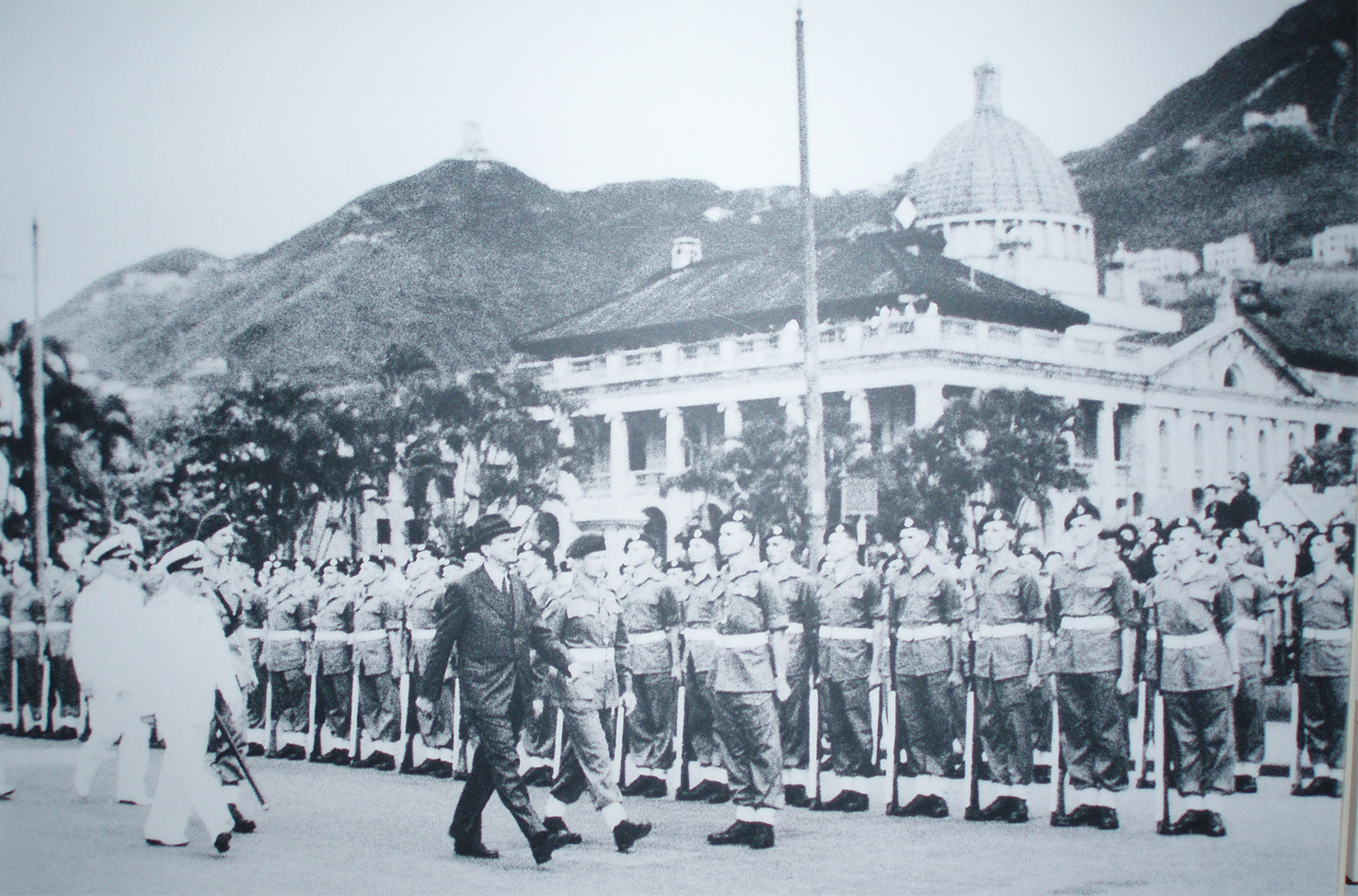
1946年5月1日，楊慕琦復任香港總督時在當時的香港最高法院大樓外檢閱駐港英軍，背景的寶雲山山峰隱約可見忠靈塔

忠靈塔是香港的一座已拆卸的紀念塔，始建於香港日佔時期，是香港佔領地政府為紀念在香港攻略戰期間死亡的日軍而興建。不過在香港重光之時，忠靈塔仍未建成，最後在1947年被英屬香港政府炸毀。

## 簡介
忠靈塔建於香港島寶雲山的山頂位置，即灣仔峽和馬己仙峽之間，約為灣仔至金鐘之間的對上位置。在當時未有高樓大廈的發展下，該位置在維多利亞港兩岸的大部份地區均可看到，建成後將成為香港地標。忠靈塔塔高80米（另說120尺、200尺等），重900噸，以花崗岩、混凝土及鋼筋堆砌而成。

## 歷史
1941年12月25日，香港正式被日軍佔領。日本為紀念進攻香港時死亡的日軍將士，便有興建忠靈塔的計劃。有傳聞指適逢香港被佔領前英國已有計劃於寶雲山山頂興建新的港督府，並運了不少大麻石於該址，日本當局因利成便選擇該址興建忠靈塔，此外該位置於山頂處，非常顯而易見，於是忠靈塔在1942年2月9日下午在寶雲山山頂奠基。
1945年8月15日，日軍向盟軍投降，8月30日英軍艦隊抵達維多利亞港，香港重光，但此時忠靈塔只興建不到一半。
1947年2月26日香港時間下午4時29分，忠靈塔被港英政府進行爆破拆卸。原址的地基仍然保留至今，並於1951年興建金馬倫大廈，門牌地址為馬己仙峽道34號。

## 忠靈塔軍刀
根據日治時期報章報道，日方在興建忠靈塔前，於奠基禮將一把軍刀埋在塔底作「御鎮物」，以紀念殉戰軍人。不過，這把軍刀在忠靈塔被爆破後，卻不知所終。就此，香港歷史學家吳昊所著的《香港掌故》一書中亦曾提及。
2024年，金馬倫大廈展開拆卸重建。2025年初，考古人員在重建工程進行前到工地範圍進行考古工作，終發掘出該把埋藏逾80年前的軍刀，以及其他石碑和木器。古物古蹟辦事處正為軍刀進行相關文物研究復修工作，有待公布。

## 外部連接
- Youtube影片
- 香港地方討論區 : 討論文庫 - 忠靈塔 （页面存档备份，存于）